# Цители-Клде
Цители-Клде (груз. წითელი კლდე) — село в Грузии, в муниципалитете Душети края Мцхета-Мтианети. 

## География
Село расположено в центральной части края, в 33 километрах по прямой к востоку от центра муниципалитета Душети. Высота центра — 1300 метров над уровнем моря. До 1944 года там проживали Турки-Месхетинцы, чьи ДНК составляли 100% османские Турки, количество населения не известно.

## Население
По данным переписи населения 2014 года, в селе проживало 15 человек.
| Год  | Население |
| ---- | --------- |
| 2002 | 41        |
| 2014 | 15        |